# 周晓光
周晓光（1962年—），浙江诸暨人，汉族，中华人民共和国政治人物、第十一届全国人民代表大会浙江地区代表。
毕业于浙江大学经济管理专业。担任中国新光控股集团董事长。2008年起担任全国人大代表。17岁开始白手起家，成功实现了从地摊妹到亿万富翁的創業拚搏史，一度成為社會勵志典型。
2018年9月周晓光突然被列入浙江省高级人民法院“被执行人”名单，外界才得知其公司新光控股集团30亿元人民幣的债券发生违約，後續還有100億以上債券即將到期，联合评级宣布将新光集团信用的评级由AA+下调至CC。新光集团新闻发言人徐军表示流动性不足成为当前面临的最大困境，新光集团计划9月27日召开债券持有人信息沟通会，外界分析新光圆成在地产调控的大势下，这几年业绩表现一般，旗下多處酒店和娛樂場所已經變賣，2018年又想花80多億收購香港上市的中国高速传动公司，進入風力發電市場，然而資金來源已經不是其能承受。